# أندي ماكسويل
أندي ماكسويل (بالإنجليزية: Andy Maxwell)‏ هو لاعب اتحاد الرغبي أيرلندي، ولد في 17 يوليو 1981 في بيليمينا في المملكة المتحدة.